# Julius Lenhart
Julius Lenhart, (Viena, 27 de noviembre de 1875 - Viena, 10 de noviembre de 1962) fue un gimnasta que compitió en las pruebas de gimnasia en los Estados Unidos y Austria.
Nacido en Austria, trabajó en una fábrica en Filadelfia, EE. UU.. En ese momento, se unió a un gimnasio para la gimnasia alemana. En 1904, en los Juegos Olímpicos de San Luis, fue parte del equipo de los EE. UU. el Turngemeinde Filadelfia. Junto con su colega Philip Kassel, Anton Heida, Max Hess, Ernst Reckeweg y John Grieb, ganó la medalla de oro por equipos, después de superar los otros dos equipos de Estados Unidos. Individualmente, compitiendo por Austria, fue incluso a ganar la carrera individual, en general, y como vicecampeón en el triatlón.